# Pulverturm (Bad Reichenhall)

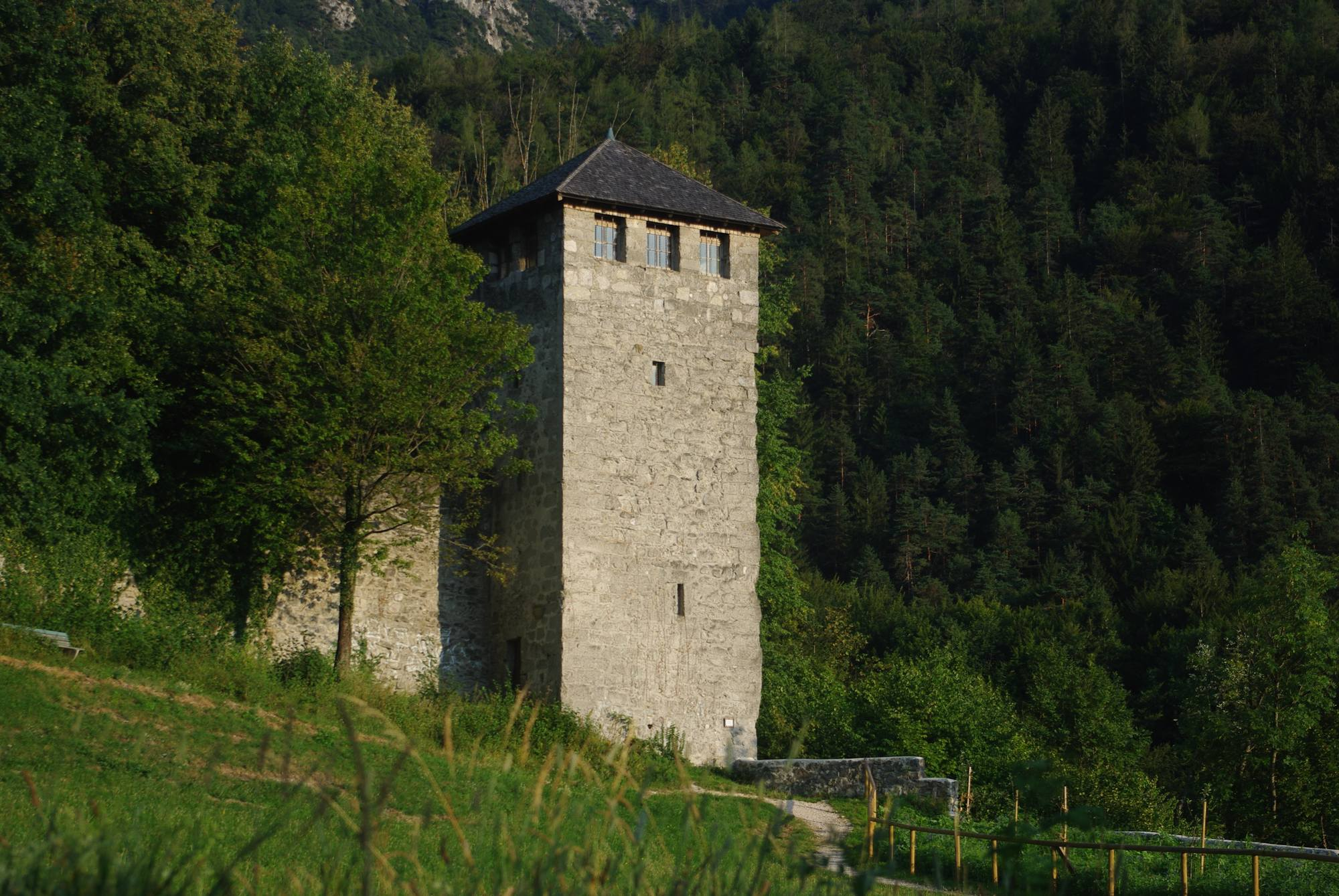
Pulverturm

Der Pulverturm ist Teil der mittelalterlichen Stadtmauer, die ab den 1220er Jahren rund um die Stadt Bad Reichenhall zum Schutz der Solequellen errichtet wurde.
Der Turm steht unter Denkmalschutz und ist unter der Nummer D-1-72-114-144 in die Bayerische Denkmalliste eingetragen.

## Allgemeines

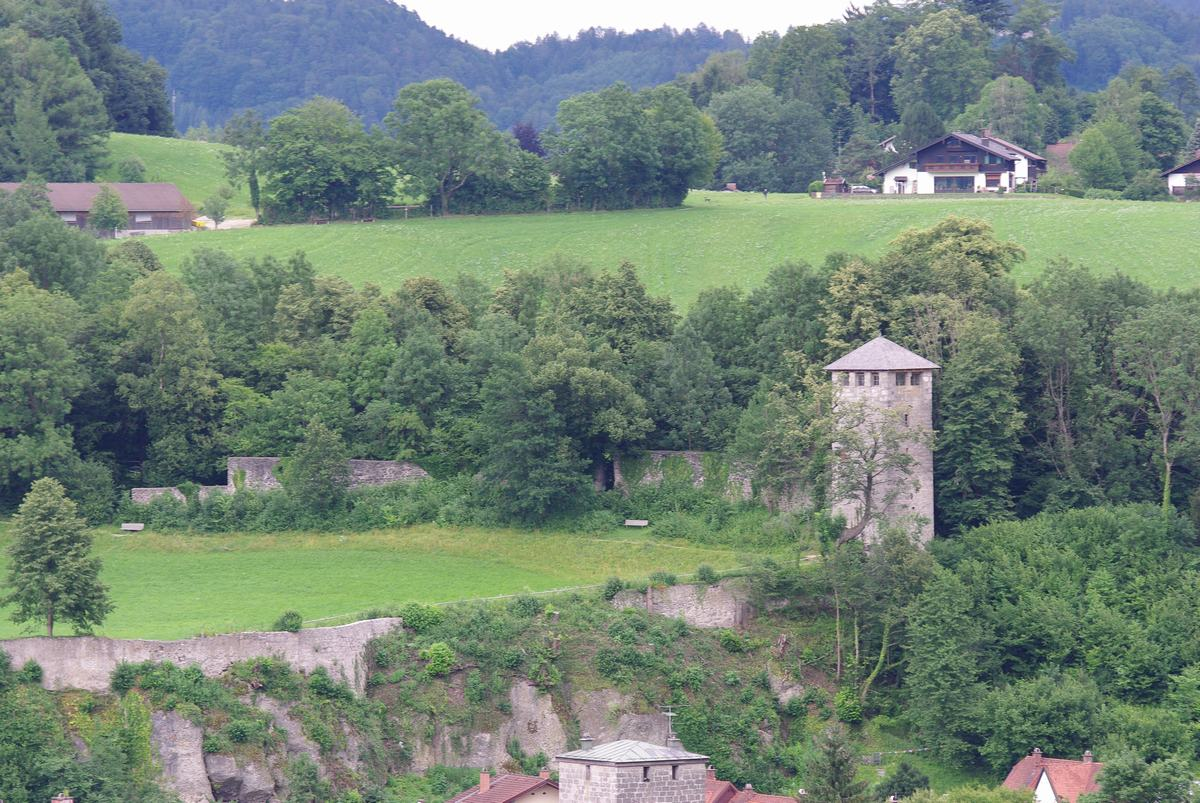
Pulverturm

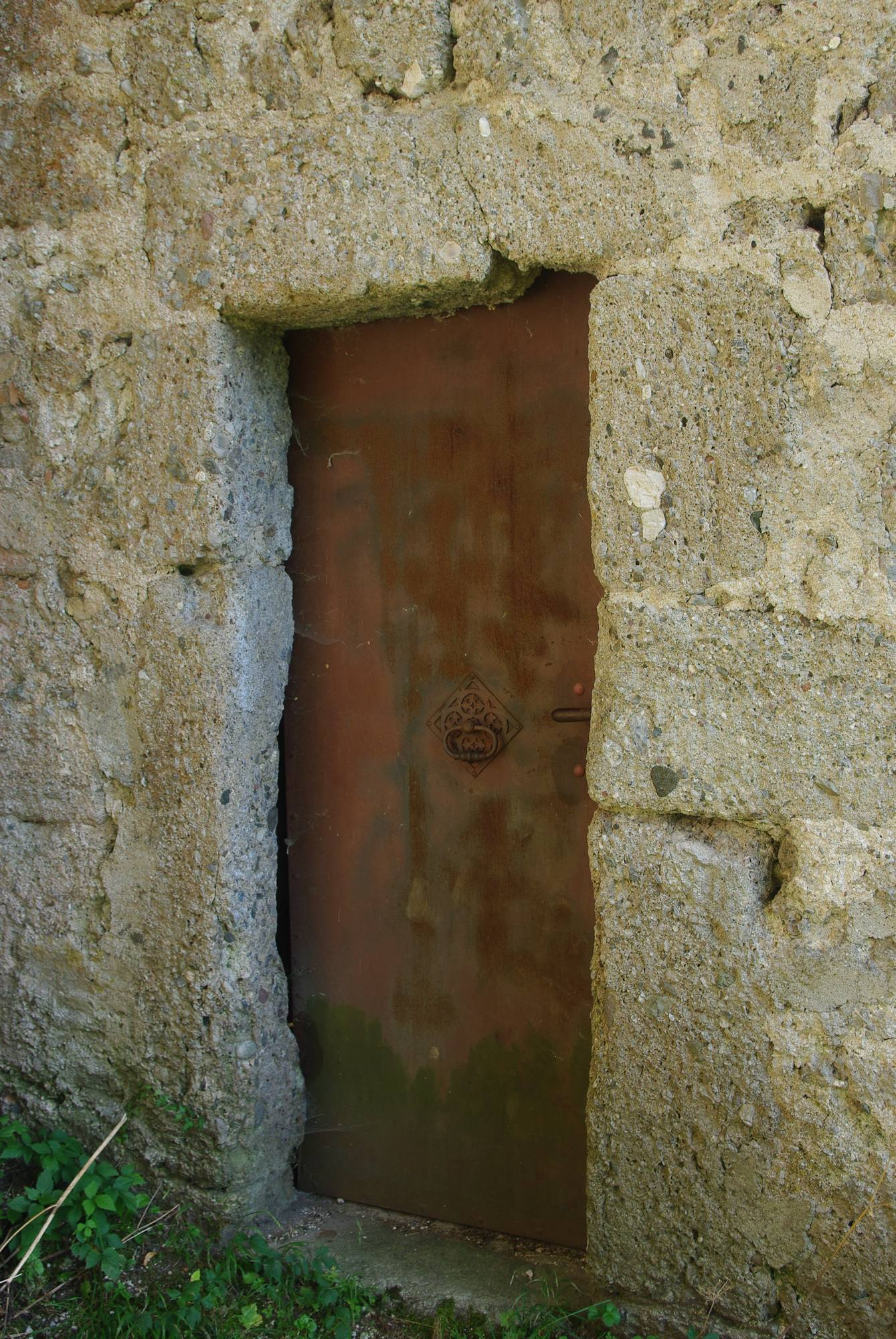
Eingangstüre

Der Pulverturm wurde um 1275 errichtet und bildet das südöstliche Ende der Stadtbefestigung. Er wurde auf dem Gruttenfelsen errichtet, der an dieser Stelle etwa 20 Meter nahezu senkrecht abfällt. In knapp 300 Meter Entfernung liegt in nördlicher Richtung die Burg Gruttenstein, die als befestigte Anlage mit in die Stadtmauer einbezogen wurde.
Der Name deutet darauf hin, dass in diesem Turm lange Zeit Schießpulver gelagert wurde. Der Turm befindet sich in einem guten Zustand, steht jedoch leer und wird nicht genutzt. Er ist eines der ältesten noch erhaltenen Gebäude der Stadt und wurde im Laufe der Jahre kaum bis gar nicht verändert.
Der Pulverturm ist einer von zwei erhaltenen Türme der Stadtmauer, der Peter-und-Paul-Turm liegt gut 100 Meter in westlicher Richtung.

## Trivia
Der Pulverturm war Vorbild für den Namen Der Pulverturm der Vereinszeitschrift des Vereins für Heimatkunde Bad Reichenhall und Umgebung.